# Кросспойнт (Вірджинія)
Кросспойнт (англ. Crosspointe) — переписна місцевість (CDP) в США, в окрузі Ферфакс штату Вірджинія. Населення — 5722 особи (2020).

## Географія
Кросспойнт розташований за координатами 38°43′34″ пн. ш. 77°15′49″ зх. д. / 38.72611° пн. ш. 77.26361° зх. д. (38.726006, -77.263521).  За даними Бюро перепису населення США в 2010 році переписна місцевість мала площу 5,75 км², з яких 5,70 км² — суходіл та 0,05 км² — водойми.

## Демографія
Згідно з переписом 2010 року, у переписній місцевості мешкали 5802 особи в 1784 домогосподарствах у складі 1676 родин. Густота населення становила 1009 осіб/км².  Було 1806 помешкань (314/км²).
Расовий склад населення:
| - 78,2 % — білих - 12,0 % — азіатів - 5,0 % — чорних або афроамериканців - 0,2 % — корінних американців - 0,1 % — вихідців з тихоокеанських островів - 1,5 % — осіб інших рас |

До двох чи більше рас належало 3,0 %. Частка іспаномовних становила 4,8 % від усіх жителів.
За віковим діапазоном населення розподілялося таким чином: 29,3 % — особи молодші 18 років, 63,7 % — особи у віці 18—64 років, 7,0 % — особи у віці 65 років та старші. Медіана віку мешканця становила 44,2 року. На 100 осіб жіночої статі у переписній місцевості припадало 97,0 чоловіків;  на 100 жінок у віці від 18 років та старших — 97,8 чоловіків також старших 18 років.
Середній дохід на одне домашнє господарство  становив 259 836 доларів США (медіана — 210 625), а середній дохід на одну сім'ю — 265 194 долари (медіана — 218 438). За межею бідності перебувало 1,0 % осіб, у тому числі 0,3 % дітей у віці до 18 років та 0,0 % осіб у віці 65 років та старших.
Цивільне працевлаштоване населення становило 3151 осіб. Основні галузі зайнятості: науковці, спеціалісти, менеджери — 24,5 %, публічна адміністрація — 22,2 %, освіта, охорона здоров'я та соціальна допомога — 22,2 %.